# Штригистал
Штригистал (њем. Striegistal) општина је у њемачкој савезној држави Саксонија. Једно је од 61 општинског средишта округа Средња Саксонија. Према процјени из 2010. у општини је живјело 5.406 становника. Посједује регионалну шифру (AGS) 14522540.

## Географски и демографски подаци
Штригистал се налази у савезној држави Саксонија у округу Средња Саксонија. Општина се налази на надморској висини од 240–373 метра. Површина општине износи 77,0 km². У самом мјесту је, према процјени из 2010. године, живјело 5.406 становника. Просјечна густина становништва износи 70 становника/km².